# Haustaube

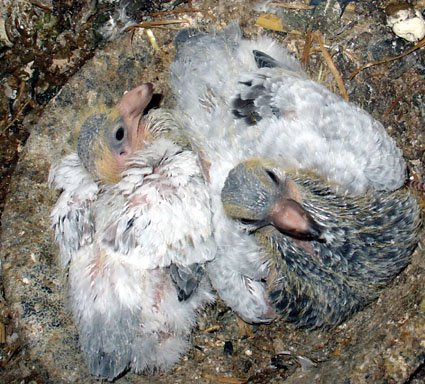
Zwei junge Haustauben

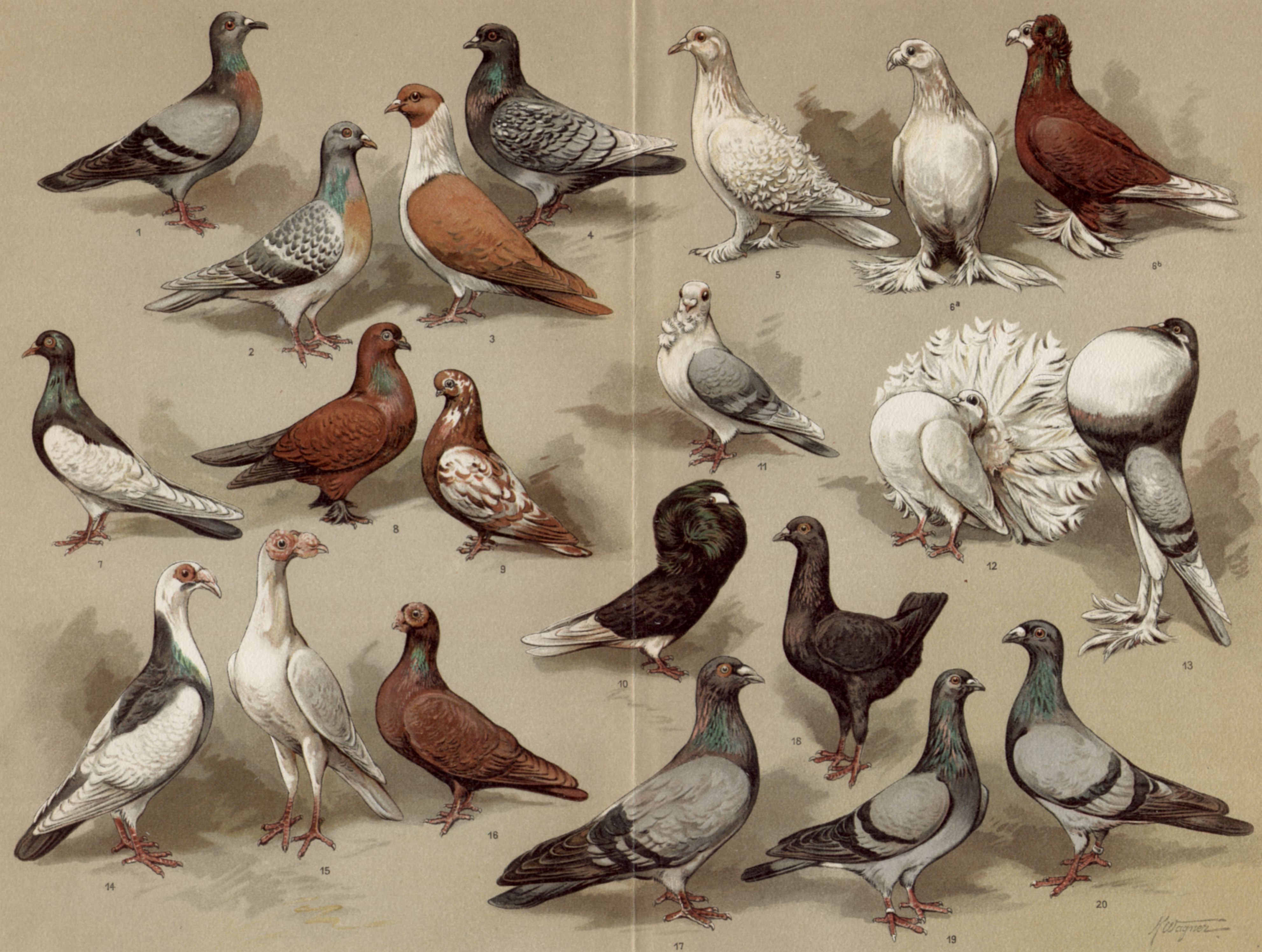
Rassen der Haustaube (Meyers Großes Konversations-Lexikon von 1909)

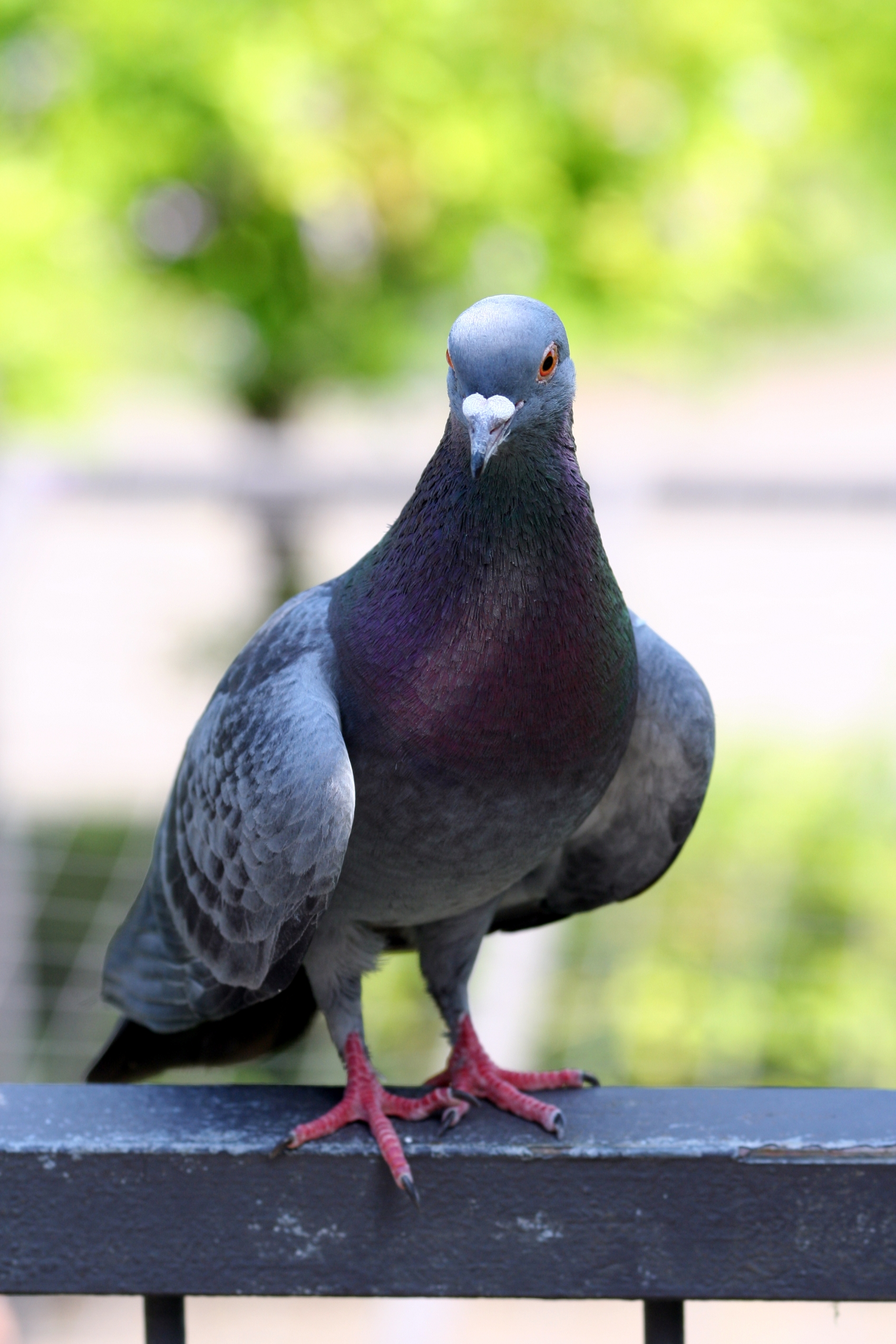
Stadttaube

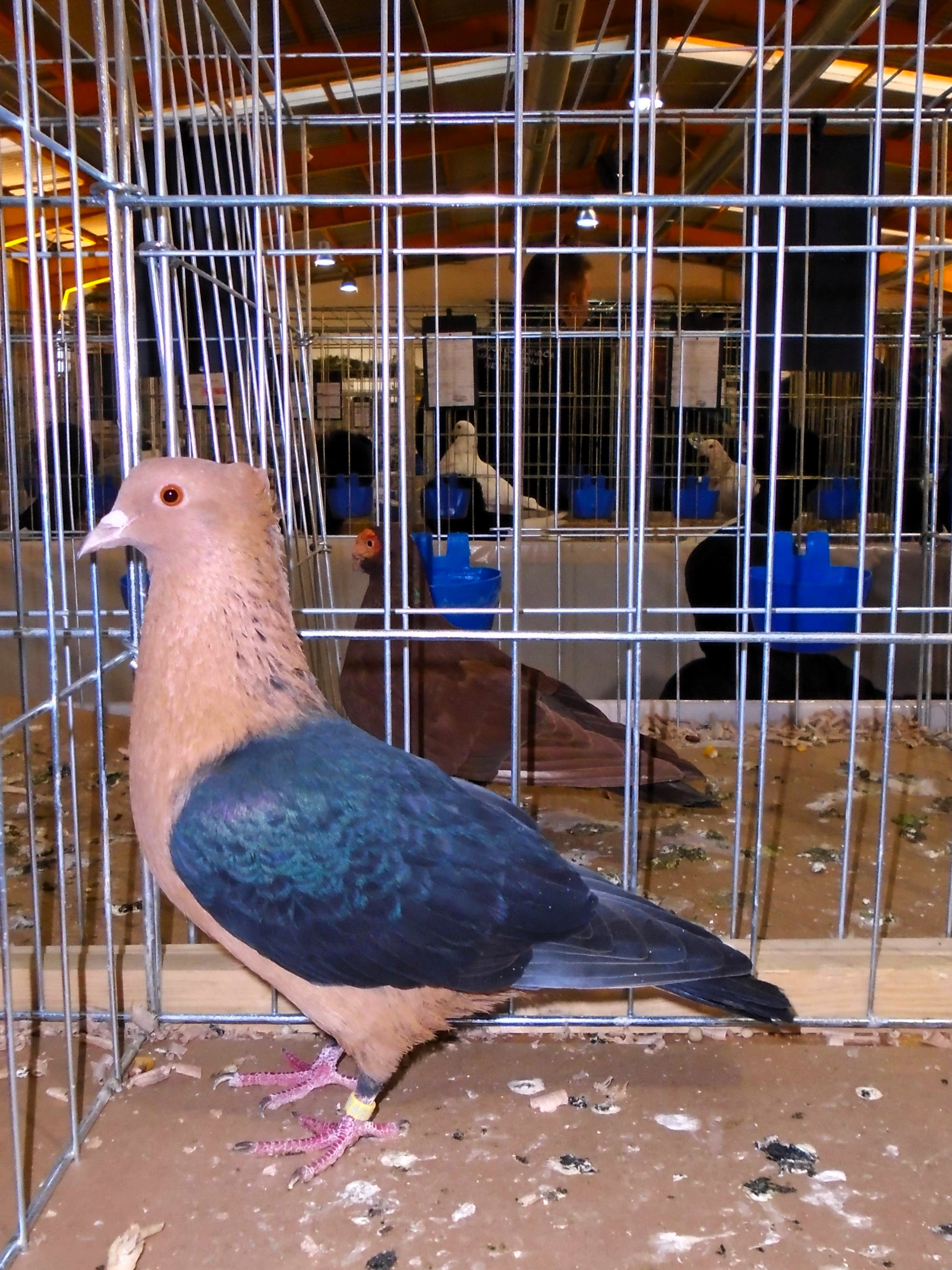
Taube der Rasse Gimpel (Archangel), einer sog. Phantasietaube

Die Haustaube (Columba livia f. domestica) ist die domestizierte Form der Felsentaube, die ursprünglich im Orient gezüchtet wurde. Die Brieftaube ist (ursprünglich) die zur Nachrichtenübermittlung eingesetzte Haustaube. Die Stadttaube ist vermutlich großteils eine verwilderte Form der Haustaube.
Schon früh baute der Mensch Behausungen für die Tauben, die sich zum größten Teil selbst versorgten. Die aus dem Nest entnommenen noch nicht flüggen Vögel galten als Delikatesse. Gelegentlich wurde auch der Kot der Tiere als  Dünger genutzt.

## Verhalten
Tauben leben in Schwärmen und sind standorttreu, sie verlassen ihren Brutplatz nur zur Nahrungsaufnahme. Nur bei größeren Jungtauben kommt es vor, dass diese weit umherziehen, mit anderen Beständen zusammenkommen und sich diesen anschließen. Dadurch wird Inzucht vermieden.
Die Standorttreue machten sich die Menschen zunutze. Angetrieben vom Willen, ihr Nest, den Partner und die Jungen schnell wieder zu erreichen, wurden Tauben als Überbringer von Nachrichten eingesetzt. Die Botentauben aus dem Orient kamen mit den Kreuzzügen auch nach Mitteleuropa und waren hier über Jahrhunderte als sogenannte Taubenpost die schnellste Möglichkeit, Nachrichten zu übermitteln. Taubenhaltung war daher bis ins 18. Jahrhundert Adeligen und Klöstern vorbehalten.
Rotkehlchen und Haustauben haben bei der Entdeckung und der wissenschaftlichen Anerkennung des Magnetsinns eine wichtige Rolle gespielt.

## Taubenhaltung
In der heutigen Zeit werden Haustauben vor allem als Brieftaube und als Rassetauben gehalten, die früher verbreitete Haltung zur Fleischproduktion ist selten geworden. Bei der US-Küstenwache wurde in den späten 1970er bis Anfang der 1980er Jahre im Rahmen des Project Sea Hunt getestet, ob Tauben für Such- und Rettungseinsätze im Meer genutzt werden können. Die Tauben konnten farbige Objekte im Meer sehr gut erkennen und hatten mit 93 % eine höhere Erfolgsrate als Menschen (38 %).

## Taubenrassen
Heute existieren vermutlich weltweit über 800 Rassen, die sich im Laufe der Zeit entwickelt haben. Tauben können sich, wenn das Nahrungsangebot ausreicht, in wärmeren Zonen sehr schnell vermehren. Bis zu 20 Nachkommen im Jahr sind möglich, diese sind in der Regel mit sechs Monaten geschlechtsreif.
Haustauben werden derzeit in vier Kategorien aufgeteilt:
1. Nach einem festgelegten Standard auf Schönheit gezüchtete Rassetauben, um auf Ausstellungen Preise zu erringen.
2. Brieftauben, die in Wettflügen über größere Entfernungen gestartet werden, wobei es darum geht, wer am schnellsten den Heimatschlag erreicht.
3. Hoch- oder Kunstflugtauben, die auf Hochflug gezüchtet sind (zum Beispiel Wiener Hochflieger) oder auf lange Flugzeiten (zum Beispiel Englische Flugtippler mit Flugzeiten von über 22 Stunden). Außerdem gibt es Tauben, die sich während des Fluges überschlagen, die sogenannten Roller und Purzler. Tauben, die sich mehrfach überschlagen, nennt man Roller (Birmingham-Roller, Orientalische Roller). Es gibt noch Tauben, die Flugfiguren oder bestimmte Flugstile zeigen (Ringschläger, Nikolajewer Hochflieger).
4. Wirtschafts- oder Masttauben, die zur Fleischproduktion gemästet werden.

## Feinde
In weiten Teilen des Verbreitungsgebietes ist die Haustaube eine Hauptbeute des Wanderfalken. Weitere häufig Tauben schlagende Greifvögel sind der Habicht und der Uhu. In der Natur sind die Populationsverluste durch Greifvögel, Marder, Katzen oder auch Ratten in der Regel so hoch, dass die Taubenpopulation nicht überhandnimmt.